# Grancona
Grancona là một đô thị tại tỉnh Vicenza ở vùng Veneto, Ý.
Đô thị này có diện tích 12  km², dân số là 1888 người (thời điểm 28 tháng 2 năm 2007).